# Hip hop neozelandese
La cultura hip hop è un movimento culturale di origine afro-americana, composta da quattro discipline: MCing, DJing, writing e break dance. Il primo elemento dell'hip hop a raggiungere la Nuova Zelanda fu la breakdance, che assunse una certa notorietà dopo l'uscita nel 1979 del film I guerrieri della notte. Il primo singolo hip hop, "Rapper's Delight" della Sugarhill Gang diventò una hit in Nuova Zelanda quando venne pubblicata, un anno dopo l'uscita negli Stati Uniti. Dalla metà degli anni 1980, breakdance e writing si erano già stabiliti nelle aree urbane come Wellington e Christchurch.
Molti dei più importanti artisti neozelandesi sono di origine Maori e delle Isole dell'Oceano Pacifico.  Tra questi Dalvanius Prime, la cui "Poi E" fu la prima hit di hip hop neozelandese, Dean Hapeta, e Upper Hutt Posse, il cui E Tu del 1988 fu il primo album autoctono di puro hip hop.  Alcuni rapper, come i membri della Upper Hutt Posse, sono diventati famosi per le loro liriche a sfondo politico in supporto al tino rangatiratanga (autogoverno Maori).  Nonostante il genere stesse crescendo in popolarità, molti neozelandesi detestavano l'hip hop ed alcune radio si attenevano a quello che veniva chiamato "no rap, no crap", ovvero il bando della musica hip hop dalla programmazione.
È stato il DJ della Upper Hutt Posse, DLT, che ha aiutato la fondazione e la crescita del movimento ad Auckland, in cui sono cresciuti artisti come Joint Force, Che Fu e Dam Native. DLT ha anche avviato in influente show radiofonico True Skool Hip Hop Show, che ha unito gli sforzi con la Wednesday Night Jam di Wellington per promuovere il genere. La scena underground di Wellington si fece vibrante alla fine degli anni 1980 con il locale supergruppo Rough Opinion ed una ondata di artisti come The Wanderers, Temple Jones e Hamofide. Negli anni 1990 ed all'inizio del XXI secolo, l'hip hop polinesiano e Maori è stabilmente cresciuto in popolarità, fino a diventare un vero e proprio genere musicale a sé stante chiamato Urban Pasifika.  Gli artisti di questo periodo sono Savage, Che Fu, Nesian Mystik e Scribe, che è diventato il primo artista di genere ad essere contemporaneamente primo nella classifica album e singoli nel 2004.